# Samir Shaker
Samir Shaker Mahmoud (28 de fevereiro de 1958) é um ex-futebolista profissional iraquiano, que atuava como defensor.

## Carreira
Samir Shaker fez parte do elenco da histórica Seleção Iraquiana de Futebol da Copa do Mundo de 1986 